# 霍羅多克 (瓦拉什區)
霍羅多克（羅馬化：Horodok，發音：[ɦɔrɔˈdɔk] ⓘ）是烏克蘭西北部羅夫諾州瓦拉什区瓦拉什市镇内的村落，始建於1914年，面積51平方公里，海拔高度159米，2001年人口176，人口密度每平方公里3.5人。